# FBI通緝要犯第一季
美國犯罪影集《FBI通緝要犯》第一季於2020年1月7日在CBS首播，作為該電視網的季中替補劇，並於5月5日播畢。由於美國COVID-19疫情影響，本季僅製作14集。這部影集是迪克・沃夫（Dick Wolf）所創作的《聯邦調查局》的首部衍生劇，其故事與角色最早於《聯邦調查局》第一季的〈通緝要犯〉（Most Wanted）一集中登場。
《FBI通緝要犯》由朱利安・麥克馬洪（Julian McMahon）、凱蘭・魯茲（Kellan Lutz）、蘿西・斯特恩柏格（Roxy Sternberg）、凱莎・卡斯特-休斯（Keisha Castle-Hughes）與納撒尼爾・阿坎德（Nathaniel Arcand）主演，劇情圍繞聯邦調查局紐約通緝小組（FBI's New York Fugitive Task Force），這支隊伍負責追蹤並逮捕登上美國聯邦調查局十大通緝要犯的惡名昭彰且極度危險的罪犯。
本季平均收視達1,020萬人次，並在全美節目收視排名第17名。

## 卡司與角色

### 主要角色
- 朱利安・麥克馬洪（Julian McMahon）飾演 傑斯・拉克羅伊（Jess LaCroix）：FBI監督特別探員（Supervisory Special Agent, SSA），通緝小組的隊長。
- 凱蘭・魯茲（Kellan Lutz）飾演 肯尼・克羅斯比（Kenny Crosby）：FBI特別探員（Special Agent），隸屬通緝小組。
- 蘿西・斯特恩柏格（Roxy Sternberg）飾演 雪莉・巴恩斯（Sheryll Barnes）：FBI特別探員，為通緝小組副隊長（Second-in-command）。
- 凱莎・卡斯特-休斯（Keisha Castle-Hughes）飾演 哈娜・吉布森（Hana Gibson）：FBI特別探員，負責技術分析（Technical Analyst）。
- 納撒尼爾・阿坎德（Nathaniel Arcand）飾演 克林頓・史蓋（Clinton Skye）：FBI特別探員，為拉克羅伊的小舅子，也是通緝小組的一員。

### 常設角色
- 雅雅・戈塞林（YaYa Gosselin）飾演 塔莉・拉克羅伊（Tali LaCroix）：傑斯・拉克羅伊的女兒，其母親為安潔琳（Angelyne），克林頓・史蓋則是她的舅舅。
- 羅恩・卡迪納爾（Lorne Cardinal）飾演 尼爾森・史蓋（Nelson Skye）：克林頓・史蓋的父親，同時也是傑斯・拉克羅伊的岳父與塔莉的外祖父。
- 艾琳・貝達德（Irene Bedard）飾演 瑪麗露・史蓋（Marilou Skye）：克林頓・史蓋的母親，亦為傑斯的岳母與塔莉的外祖母。

### 客串角色
- 亨利・湯瑪斯（Henry Thomas）飾演 賈斯汀・布洛克醫生（Dr. Justin Brock）：足踝專科醫師（出現在〈毒癮風暴〉"Dopesick" 一集中）。

### 跨劇聯動角色
- 齊科・扎基（Zeeko Zaki）飾演 奧馬・阿當・齊丹探員（Special Agent Omar Adom "OA" Zidan）。
- 艾波尼・諾艾爾（Ebonée Noel）飾演 克莉絲汀・查札爾探員（Special Agent Kristen Chazal）。
- 約翰・博伊德（John Boyd）飾演 史都華・史科拉探員（Special Agent Stuart Scola）。
- 阿蘭娜・德・拉・伽札（Alana de la Garza）飾演 伊索貝爾・卡斯提洛探員（Special Agent in Charge Isobel Castille）。
- 傑瑞米・西斯托（Jeremy Sisto）飾演 朱柏・瓦倫泰副助理特別探員（Assistant Special Agent in Charge Jubal Valentine）。

## 集數
| 總集數 | 集數 （季） | 標題        | 導演             | 編劇                                                                    | 首播日期      | 製作 代碼 | U.S.收視人數 （百萬） |
| --- | ----------- | ----------- | ---------------- | ----------------------------------------------------------------------- | ------------- | --------- | --------------------- |
| 1 | 1           | Dopesick    | Fred Berner      | René Balcer                                                             | 2020年1月7日  | MW101     | 7.19                  |
| 當Justin Brock在家中射殺一名闖入者後，又致命地射殺了他的太太，而且911的通話全都錄下了這一切，他隨即被列入了通緝要犯的名單，而由SSA Jess LaCroix領導的FBI逃犯專案小組則被派去捉拿他。他們發現Brock曾多次提供由「Forsaken Sons」摩托車黨所給的處方，且他與這個摩托車黨有業務上的往來。在他的一名合作夥伴被捕後，這名夥伴透露Brock在賓州還有另外一家以不同名字在營運的診所。Brock把錢轉到維吉尼亞州里士滿的一個賬戶裡，打算在他與他不太和諧的女兒的幫助下提款。LaCroix和他的團隊勸說那位女兒自己去銀行存錢，好引出她爸爸，然後揭露給她知道她爸爸的軍事背景其實是偽造的。Brock上當了，跟他的女兒發生衝突，但她卻比他更狡猾。LaCroix及時出面，勸她不要殺她的爸爸。 |             |             |                  |                                                                         |               |           |                       |
| 2 | 2           | Defender    | Nicole Rubio     | Richard Sweren                                                          | 2020年1月14日 | MW102     | 6.51                  |
| 一個37歲的單親媽媽Denise Tyson因為不滿自己16歲的兒子Kendall只因為一個持槍搶劫的小罪而被重判20年，憤而前往公辯律師的辦公室射殺律師與在旁的委託人，並挾持律師助理離開。她的行為不只在一州，還傷害了她認為破壞了她心目中的家庭形象的人。當大家知道她還有一個女兒，這女兒以前在收養中心，後來跑到邁阿密失踪，逃犯專案小組就面臨了嚴峻的考驗。LaCroix打算利用Denise不知女兒的外貌這點，在她到達巴爾的摩時佈下陷阱，讓一名新進警員和Barnes扮演女兒和養母的角色。但Denise很快就識破了這個計劃，幸好LaCroix還是成功說服她投降。在私下，LaCroix還得助長他女兒面對媽媽過世的痛苦。 |             |             |                  |                                                                         |               |           |                       |
| 3 | 3           | Hairtrigger | 吉姆·麥凱        | 劇本創作 ：Gina Gionfriddo & Jerome Hairston 故事構思 ：Gina Gionfriddo | 2020年1月21日 | MW106     | 6.59                  |
| Doug Timmons在勞頓維爾路上被一位酒駕駕駛追撞，下車後發現後車廂故障，沒多久就遇到巡邏員警，但沒有想到就在員警搜完後車廂後要求出示證件時，Doug卻開槍擊斃他，連同一旁目擊的酒駕駕駛，隨後開著酒駕駕駛的車揚長而去。隊伍立刻動手追捕他，希望能阻止他針對他認為造成他心靈創傷的人復仇。逃犯專案組成功制止了與他意識形態相近的Max Kellerman，並從其太太那裡取得音頻樣本，試圖用來騙Doug的同父異母妹妹洩露新的目標。但他們馬上發現，這對兄妹早就打算攻擊那個目標，而那裡也是妹妹的工作地方。大家趕緊開始疏散，這時她卻溜了出去協助Doug。專案組和特警隊迅速包圍他們，Doug在場內威脅要自盡。LaCroix和他的同父異母妹妹都試著說服他，但LaCroix在Doug稍顯猶豫的一刹那撲上去制服他。 |             |             |                  |                                                                         |               |           |                       |
| 4 | 4           | Caesar      | Fred Berner      | Kathy McCormick                                                         | 2020年1月28日 | MW105     | 6.11                  |
| 2個布朗克斯豹子幫派成員與3名敵對幫派成員在密謀一件事情的時候突然被步槍掃射身亡，紐約市警察局認為是豹子幫老大為了除掉內鬼所犯下的罪刑，經由留下的暗語追查到他的下落，卻發現他早在5人命案的前兩天早就中彈傷亡，他們很快就猜到Cleo是幕後的黑手，而她還打算接手他的生意。當她持續爭權奪利時，Barnes決定深入虎穴，用她五年前的身份，找上一個老友，最後找到了Cleo。她成功地展現了自己的忠心，馬上就被安排去幫Cleo和她的夥伴去搶劫，還是用她扮成Tyrone偷來的那份策劃。等到FBI突襲的時候，她把Barnes的夥伴當人質，但在她和LaCroix的勸說下，她選擇了投降。LaCroix現在煩惱該怎麼跟他女兒解釋，她的媽為了保護家人，之前都跟誰合作過。 |             |             |                  |                                                                         |               |           |                       |
| 5 | 5           | Invisible   | Elodie Keene     | Dwain Worrell                                                           | 2020年2月11日 | MW107     | 6.11                  |
| Danny Macula在一次任務中受傷後久臥在床，隨後因承受不住PTSD而自殺，這已經是3年內第7位同袍輕生。一個中尉退役的美軍狙擊手Scot Weitzen在參加他的葬禮之後前往射擊場散心。在用完子彈後，跟員工索取專用子彈，卻被嘲諷「子彈不是都一樣，你一樣可以大顯身手」，憤而以自身技能槍殺射擊場內5位顧客後逃逸。接著開始和逃犯追踪小組玩起了猫捉老鼠的遊戲。這個小組發現許多退伍軍人都有藥物成癮的問題，並且試著了解Weitzen的背景和行為模式。對於有退伍軍人經歷的Crosby，這件事情變得很敏感，因為他在某次事件中失去了自己的冷靜。而那位曾經救過他戰友的護士也加入了這個小組，希望能說服Weitzen放下武器。Gibson則是入侵了Weitzen的手機，開啟其麥克風，透過背景噪音來協助Clinton定位他。而LaCroix則是和家人一同去掃墓，緬懷已故的妻子。 |             |             |                  |                                                                         |               |           |                       |
| 6 | 6           | Prophet     | Rose Troche      | Richard Sweren                                                          | 2020年2月18日 | MW108     | 6.29                  |
| Quinten Garvey，過去是詐騙高手，但現在卻變成了邪教大老。他因一個「夢」，竟下令殺害他的家人。但他不知道，他的老婆帶著他們的小寶寶逃出生天。專門追逃犯的特工隊開始追查Garvey和他的鐵桿小弟，他們用的是一次性手機，特工隊在他的第二間房子，Rising Sun，封堵了他們。但他帶著那些女孩給跑了。狀況越演越烈，因為他的團隊又多帶走了一名少女，幸好那少女後來逃出來了。特工隊發現，那些畫其實是他以前同牢房的夥伴的，他們設計讓那伙伴提前出獄，以確認他們的關係。事情最終發展到喬治亞州的克萊頓，Garvey提出要求，希望能平安離開，但也讓LaCroix去看那些女孩。他揭露Garvey以前的騙子身份，並說服剩下的兩名女孩跟他劃清界線。LaCroix成功救下最後一名女孩且開槍打傷了Garvey。LaCroix想讓他的女兒再投入定向運動，但試了不少方法都失敗，於是他找Clinton幫忙。下一回，當他再次邀請時，Tali終於答應了。 |             |             |                  |                                                                         |               |           |                       |
| 7 | 7           | Ghosts      | Jean de Segonzac | 劇本創作 ：Gina Gionfriddo & Jerome Hairston 故事構思 ：Gina Gionfriddo | 2020年3月10日 | MW109     | 5.99                  |
| 在他女兒失蹤後，當地警局卻置之不理，雷金納德・華特斯（Reginald Waters），一名美洲原住民男子，決定親自出手討回公道。聯邦調查局通緝小組必須趕在他暴走傷及無辜之前，將他逮捕歸案。 華特斯的復仇行動橫跨多個州界，追查一個可能涉及人口販賣的組織，因為他懷疑自己的女兒曾被迫捲入其中。在马里兰州，他綁架了一名性工作者，對方透露他的女兒早已被某個黑幫老大殺害。調查小組進一步發現，那名黑幫老大之後也遭人殺害，而華特斯則轉而將怒火發洩在自己家族的過去上，試圖終結世代相傳的虐待循環。 他帶著弟弟前往加拿大安大略省郊外，來到他父親年輕時曾就讀的原住民寄宿學校，並在當地舉行一場儀式，希望能解除詛咒。當警方與特別行動小組包圍他時，探員克林頓（Clinton）成功勸服華特斯投降。最終，華特斯女兒的遺體被找到並確認身份，家人為她舉行了正式的葬禮，讓她得以安息。 |             |             |                  |                                                                         |               |           |                       |
| 8 | 8           | Predators   | Fred Berner      | Elizabeth Rinehart                                                      | 2020年3月17日 | MW110     | 6.44                  |
| 聯邦調查局通緝小組全力追捕羅尼・畢夏普（Ronnie Bishop）和他的女友——這對年輕情侶在多個州犯下性侵與謀殺年輕女性的殘忍罪行。 隨著調查的深入，小組發現畢夏普犯案的地點，竟然與他母親年輕時因性交易被捕的地方完全一致。此外，畢夏普還特意挑選與年輕女孩在一起的年長男性為目標，其中甚至包括一名曾與他母親交往過的男子，當年正是這名男子將母子倆趕出家門。 在一次行動中，調查小組成功逮捕畢夏普的女友，她當時正被他利用作為誘餌，準備綁架下一名受害者。除了受害者外，畢夏普還劫持了他母親的前男友作為人質。為了將他逼入絕境，小組最後決定讓他與女友見面，試圖動搖他的心理防線。這個策略讓畢夏普情緒崩潰，最終在激烈的對峙中喪命。 另一方面，拉克羅伊（LaCroix）擔心自己因工作繁忙，而錯過了女兒塔莉（Tali）成長中的重要時刻，特別是當她獲得藝術獎項時，他沒能好好陪伴她。意識到這一點後，他決定學習並了解塔莉的藝術創作過程，試圖更加融入她的世界。 |             |             |                  |                                                                         |               |           |                       |
| 9 | 9           | Reveille    | Fred Berner      | Ryan Causey                                                             | 2020年3月24日 | MW114     | 9.49                  |
| 在成功擊斃一名恐怖分子——這名嫌犯曾綁架26名兒童後，聯邦調查局通緝小組聯手來自紐約外勤辦公室（New York Field Office）的特別探員OA・齊丹（OA Zidan）及其同事，展開行動，追捕該恐怖分子的妻子。她決心完成丈夫未竟的恐怖計畫，對社會造成更大傷害。 與此同時，傑斯・拉克羅伊（Jess LaCroix）焦急地尋找自己的女兒塔莉（Tali）。她當時正在當地的食物銀行擔任志工，卻因該地點遭到美国移民及海关执法局突襲，而被誤認為非法移民帶走。面對雙重危機，拉克羅伊一方面努力營救女兒，另一方面也必須確保恐怖分子的妻子不會成功發動攻擊。 此集是連動集的終集，首集為聯邦調查局第二季第18集。 |             |             |                  |                                                                         |               |           |                       |
| 10 | 10          | Silkworm    | Ken Girotti      | Dwain Worrell                                                           | 2020年3月31日 | MW113     | 8.10                  |
| 前聯邦調查局反情報探員保羅・海登（Paul Hayden）因向中國政府洩露機密情報被揭發，並在逃亡過程中襲擊昔日同事，導致一人中毒身亡（氰化物中毒），另一人則昏迷不醒。聯邦調查局通緝小組必須在他成功潛逃出境前將其逮捕。 調查過程中，小組在一座教堂找到一名中國安插的間諜，此人提供的線索指向一個名為「絲蟲」（Silkworm）的人物。透過臥底行動，探員們發現「絲蟲」其實是海登的情婦，兩人育有一名兒子。海登請求中國的接應單位護送她與兒子離境，但小組成功攔截，並利用她與孩子作為談判籌碼，迫使海登現身。 當海登得知他的情婦其實是跨性別者後，案件出現戲劇性轉折。然而，儘管面臨這一意外消息，海登最終仍選擇留在美國，而不是逃亡海外。 另一方面，拉克羅伊（LaCroix）對於女兒塔莉（Tali）將喬治亞州移民營（Georgia immigration camp）內的一段舞蹈影片上傳至社群媒體感到猶豫不決，擔心可能會引發不必要的關注。然而，經過深思熟慮後，他決定尊重女兒的選擇，讓她表達自己的想法與經歷。 |             |             |                  |                                                                         |               |           |                       |
| 11 | 11          | Ironbound   | Alex Chapple     | Elizabeth Rinehart                                                      | 2020年4月14日 | MW103     | 8.95                  |
| 新澤西州莫里斯敦_(新澤西州)警官蓋布瑞爾・克拉克（Gabriel Clark）聲稱自己是一場深層陰謀的受害者，並開始對那些他認為導致自己身敗名裂的人進行報復。然而，傑斯・拉克羅伊（Jess LaCroix）和小組在調查後發現，克拉克的指控可能是真的。 他們發現，克拉克在紐瓦克警局（Newark PD）任職期間，曾參與一場毒品突襲行動，但他對事件的記憶與同事和上級的說法不符。進一步調查後，證據顯示警方突襲了錯誤的房屋，導致一系列嚴重後果，而這場行動也引發內部調查。 儘管如此，克拉克依然拒絕投降。為了勸服他，拉克羅伊和團隊決定求助於克拉克的前導師，希望他能幫助克拉克回頭是岸。小組設計了一封偽造的電子郵件，成功引誘克拉克到指定地點。在那裡，拉克羅伊和他的導師試圖說服他放下武器。 然而，克拉克進入一間房屋後，突然點燃自己，企圖自焚。緊急情況下，拉克羅伊迅速撲滅大火並救下他，最終將其逮捕。 另一方面，拉克羅伊因為塔莉（Tali）去找一隻老鷹而讓她的祖母擔心，於是決定限制她的行動。然而，後來他改變心意，決定和塔莉約定，未來在做決定時，將參考她母親生前的價值觀與智慧，讓她在成長過程中擁有更多自主權。 |             |             |                  |                                                                         |               |           |                       |
| 12 | 12          | Ride or Die | John David Cole  | 劇本創作 ：Jerome Hairston & Gina Gionfriddo 故事構思 ：Jerome Hairston | 2020年4月14日 | MW104     | 7.16                  |
| 康妮・羅馬諾（Connie Romano）是一名心機深沉的學生，因嫉妒心作祟而犯下謀殺案。在她計畫與共犯安柏・馬托斯（Amber Matos）潛逃至墨西哥邊境、試圖逃離美國司法管轄區之前，拉克羅伊（LaCroix）和他的團隊必須全力追捕她們。 隨著調查深入，小組發現羅馬諾具有精神病態傾向，她一直在操控馬托斯，讓她誤以為自己能夠帶她展開美好的新生活。此外，羅馬諾的前男友在分手後仍對她抱有一絲好感，這也進一步助長了她的自戀心理，讓她更加肆無忌憚地操控身邊的人。 當調查小組在喬治亞州成功逮捕馬托斯後，她竟然主動承擔羅馬諾的罪行，試圖保護她。在審訊過程中，探員們決定利用羅馬諾的自戀心理，提及她對自幼拋棄她的父親的執著與渴望，成功讓她逐漸卸下防備，最終承認自己的罪行。 另一方面，拉克羅伊教導塔莉（Tali）如何勇敢面對霸凌，而當她在一次衝突中自己解決問題時，拉克羅伊對她的成長感到驚喜與自豪。 |             |             |                  |                                                                         |               |           |                       |
| 13 | 13          | Grudge      | Leslie Libman    | Kathy McCormick                                                         | 2020年4月28日 | MW112     | 6.96                  |
| 聯邦調查局通緝小組追查一名網路跟蹤狂，此人不久前曾企圖綁架超市員工克里斯・湯普森（Chris Thompson）。小組找到他使用的廂型車，裡面藏滿酷刑工具，顯示他可能計畫進一步施暴。 調查發現，這名跟蹤狂曾勒索賣車給他的人，以及製作這些刑具的工匠，迫使他們協助他完成犯罪計畫。最終，小組鎖定嫌犯大衛・法隆（David Fallon），他專門報復自己認為曾經傷害過他的人，而且早在八歲時就已開始跟蹤他人。 湯普森決定自行了結這場恐怖行動，但結果反被法隆綁架。小組趕赴新泽西州，來到法隆特意選擇的社區——他希望在這裡重現父親當年被鄰居羞辱的場景。拉克羅伊（LaCroix）與他對峙，並最終說服他正視現實，接受父親其實是因憂鬱症自殺的事實，結束這場報復行動。 調查期間，哈娜（Hana）收到前約會對象的訊息，對方聲稱掌握法隆的相關情報。然而，哈娜最終察覺這只是對方想復合的藉口。在逮捕法隆後，哈娜直接斷絕與對方的聯繫，徹底劃清界線。 |             |             |                  |                                                                         |               |           |                       |
| 14 | 14          | Getaway     | Ken Girotti      | 劇本創作 ：Jerome Hairston & Gina Gionfriddo 故事構思 ：Jerome Hairston | 2020年5月5日  | MW111     | 6.62                  |
| 布雷克・威爾森（Blake Wilson）與他的兒子史蒂夫・威爾森（Steve Wilson）在被押送至法院受審的途中，成功逃脫囚犯運輸車。父子倆與布雷克的獄中筆友潔瑞・厄爾斯（Jeri Earls）會合，共同策劃下一次搶劫，希望藉此獲得假護照，逃往加拿大。 隨著他們的行動展開，聯邦調查局通緝小組發現沿途發生多起無規律的謀殺案，最終確定兇手是史蒂夫。小組成功設局逮捕潔瑞，並在她的住所中找到護照，但上面只寫了她和布雷克的名字，這暗示著兩人計畫甩掉史蒂夫。 在威爾森父子於康乃狄克州哈特福（Hartford, Connecticut）搶劫銀行時，拉克羅伊（LaCroix）決定利用這個父子間的背叛來製造破綻。當史蒂夫發現自己被排除在計畫之外，感到被父親出賣，憤怒之下開槍射擊布雷克。拉克羅伊趁勢說服史蒂夫放下武器投降，最終成功將他逮捕。 另一方面，塔莉（Tali）和克林頓（Clinton）說服拉克羅伊重新投入約會生活。當他在當地的咖啡店與一名女子聊天時，兩人都鼓勵他勇敢踏出新的一步。 |             |             |                  |                                                                         |               |           |                       |

## 製作
CBS於2019年1月29日宣布，將製作《FBI》的衍生劇《FBI通緝要犯》（FBI: Most Wanted），並以該劇第一季中的〈通緝要犯〉（Most Wanted）一集作為試播集（Backdoor Pilot）。本劇將聚焦於聯邦調查局（FBI）專門負責追捕美國最惡名昭彰罪犯的通緝小組。根據迪克・沃夫（Dick Wolf）的說法，這部影集將開啟一個類似《芝加哥系列》和《法律与秩序系列》的宇宙，讓不同劇集互相關聯。
2019年5月9日，CBS正式宣布預訂本劇。幾天後，電視網確認本劇將於2020年春季檔作為季中替補劇（Mid-season Replacement）首播。本劇最終於2020年1月7日正式開播。
2020年3月13日，由於COVID-19疫情影響，本劇的製作被環球電視（Universal Television）全面暫停，影響範圍包含本劇在內的約35部影集。當時劇組正在拍攝第15集，該集原定由導演萊克西・亞歷山大（Lexi Alexander）執導，但因疫情影響，該集未能完成，導致本季僅播出14集。

## 收視表現
本劇首播集〈毒癮風暴〉（Dopesick）吸引約 719萬名觀眾，在 18-49歲 收視族群中取得 0.8/4 的收視率/收視佔比（rating/share）。 此外，該集的DVR（數位錄影回看）收視人數達 336萬，總計 1,055萬名觀眾 收看，使其成為 2019-20年度美國電視劇開播表現最佳的新劇之一。然而，DVR回看收視仍低於《海军罪案调查处：新奥尔良》第六季首播集，該劇在本劇開播前曾占據同一時段播出。

本季與《FBI》主系列劇的聯動集〈警鐘響起〉（Reveille）創下全季最高收視，當晚有 949萬名觀眾 收看，DVR回看人數則達 345萬，總計 1,294萬名觀眾 觀看該集。本季最終回〈逃亡計畫〉（Getaway）則吸引 662萬名觀眾。整體而言，《FBI：通緝要犯》第一季平均收視達 1,020萬人次，成為 2019-20年度美國所有電視劇中收視排名第17的節目。在 18-49歲族群 中，本季收視表現則排名第39，收視率 1.2。
| 序 | 標題        | 播出日期       | 收視率/份額 （18–49歲） | 收視人数 （百萬） | DVR收視率 （18–49歲） | DVR收視人数 （百萬） | 總收視率 （18–49歲） | 總收視人数 （百萬） |
| -- | ----------- | -------------- | ----------------------- | ----------------- | --------------------- | -------------------- | -------------------- | ------------------- |
| 1  | Dopesick    | 2020年1月7日   | 0.8/4                   | 7.19              | 0.5                   | 3.36                 | 1.3                  | 10.55               |
| 2  | Defender    | 2020年1月14日  | 0.8/4                   | 6.51              | 0.5                   | 3.52                 | 1.2                  | 10.04               |
| 3  | Hairtrigger | 2020年1月21日  | 0.7/4                   | 6.59              | 0.5                   | 3.47                 | 1.2                  | 10.07               |
| 4  | Caesar      | 2020年1月28日  | 0.7/4                   | 6.11              | 0.4                   | 3.24                 | 1.1                  | 9.35                |
| 5  | Invisible   | 2020年2月11日  | 0.6                     | 6.11              | 0.5                   | 3.16                 | 1.1                  | 9.27                |
| 6  | Prophet     | 2020年2月18日  | 0.7                     | 6.29              | 0.5                   | 3.20                 | 1.2                  | 9.50                |
| 7  | Ghosts      | March 10, 2020 | 0.6                     | 5.99              | 0.4                   | 3.26                 | 1.0                  | 9.26                |
| 8  | Predators   | 2020年3月17日  | 0.8                     | 6.44              | 0.4                   | 3.19                 | 1.2                  | 9.64                |
| 9  | Reveille    | 2020年3月24日  | 1.0                     | 9.49              | 0.5                   | 3.45                 | 1.5                  | 12.94               |
| 10 | Silkworm    | 2020年3月31日  | 0.9                     | 8.10              | 0.5                   | 3.36                 | 1.4                  | 11.46               |
| 11 | Ironbound   | 2020年4月14日  | 0.9                     | 8.95              | 0.4                   | 2.72                 | 1.3                  | 11.67               |
| 12 | Ride or Die | 2020年4月14日  | 0.7                     | 7.16              | 0.5                   | 3.20                 | 1.2                  | 10.36               |
| 13 | Grudge      | 2020年4月28日  | 0.7                     | 6.96              | 0.5                   | 3.22                 | 1.2                  | 10.18               |
| 14 | Getaway     | 2020年5月5日   | 0.6                     | 6.62              | 0.5                   | 3.35                 | 1.1                  | 9.97                |